# Qianjin (köping i Kina, Sichuan, lat 30,40, long 103,54)
Qianjin (kinesiska: 前进镇, 前进) är en köping i Kina. Den ligger i provinsen Sichuan, i den sydvästra delen av landet, omkring 58 kilometer sydväst om provinshuvudstaden Chengdu.
Genomsnittlig årsnederbörd är 1 367 millimeter. Den regnigaste månaden är juli, med i genomsnitt 383 mm nederbörd, och den torraste är januari, med 12 mm nederbörd.